# Horno de leña

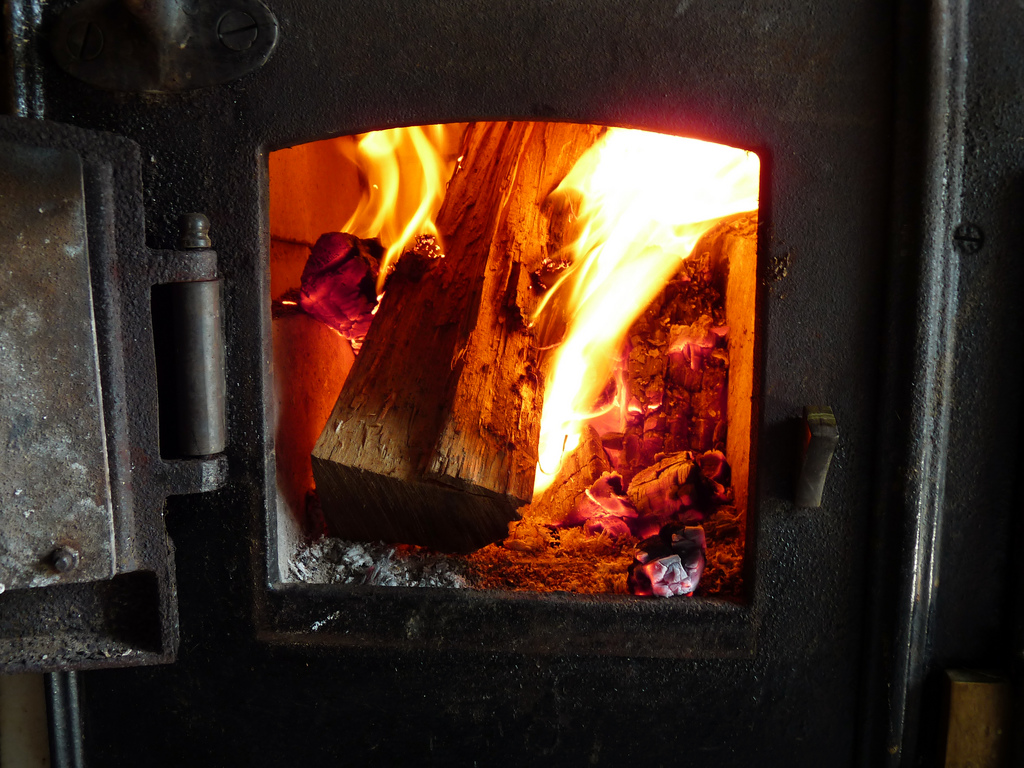
Un horno tradicional de hierro, para combustión de leña.

Un horno de leña (también horno a leña, galeme, cocedor o panadero) es un ingenio calorífico usado para calentar, cocer, fundir o tostar, tanto en el ámbito doméstico (cocinas) como en el industrial (obradores, laboratorios, talleres, etcétera) y cuyo combustible es la leña. La recuperación de modelos arquitectónicos tradicionales como la llamada arquitectura eoliana siciliana, el turismo rural y buen número de recetarios culinarios han supuesto una recuperación del horno de leña asociado a la gastronomía y la arquitectura.

## Uso
En Cataluña, España, se ha usado para hacer pan una versión industrial del horno de leña, con una estructura total o parcialmente metálica (como mínimo el frontal y la puerta y el resto de ladrillos refractarios).
En el noreste de México se ha documentado el uso de las palabras galeme, cocedor o panadero para referirse al horno de adobe o ladrillo, construido como una estructura independiente a las casas, para la preparación de gorditas de maíz, bizcochos y empanadas, entre otros alimentos. Los galemes tienen por lo general planta circular y, en elevación, forma de parábola. Pueden tener una o dos puertas. Funcionan con leña, la cual se quema para producir brasas; las brasas se mueven a un lado y se introducen después las carteras con el pan crudo. Las puertas se cierran con láminas metálicas, ladrillos o bloques de adobe durante el proceso de cocción.

## Ejemplos

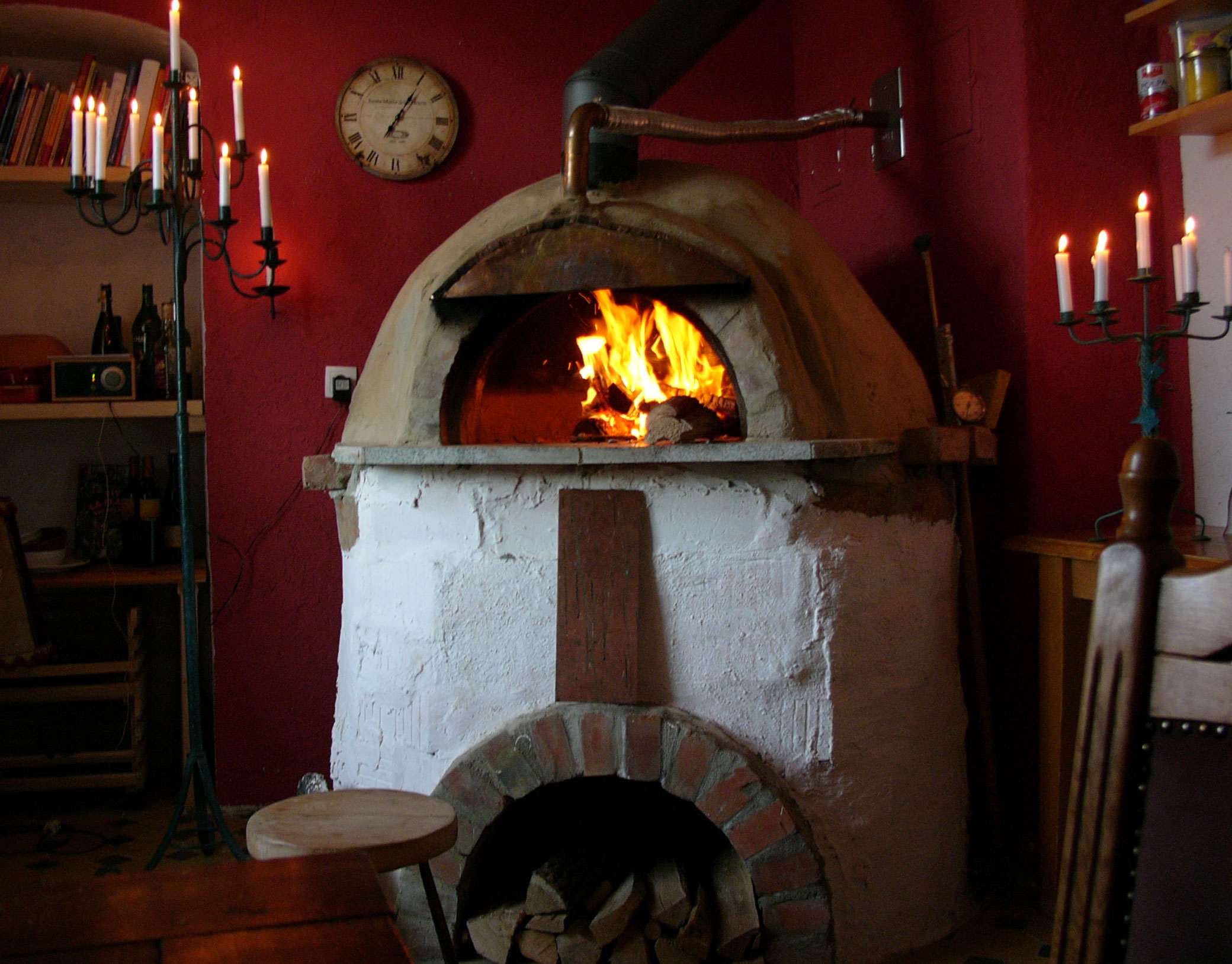
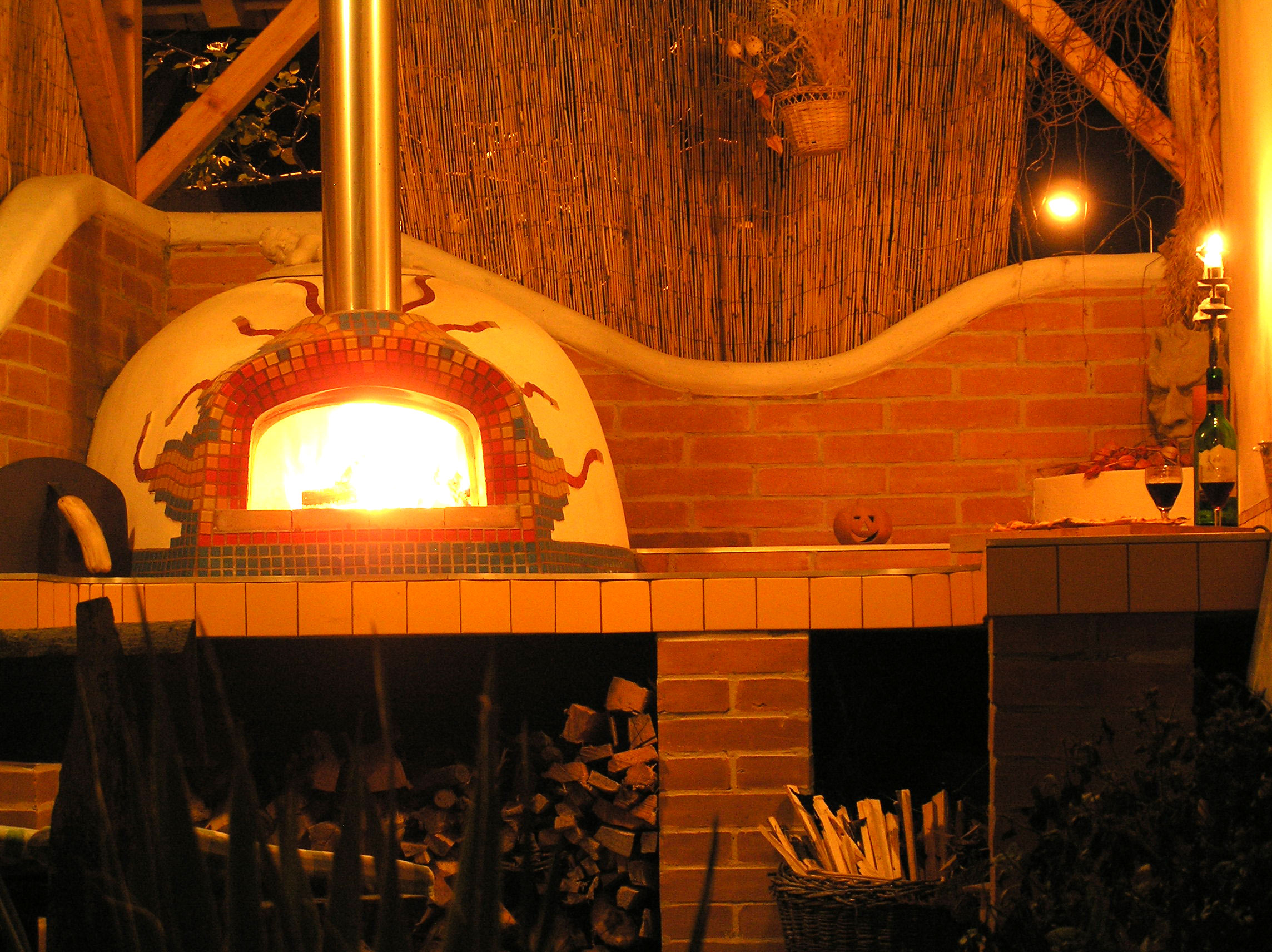
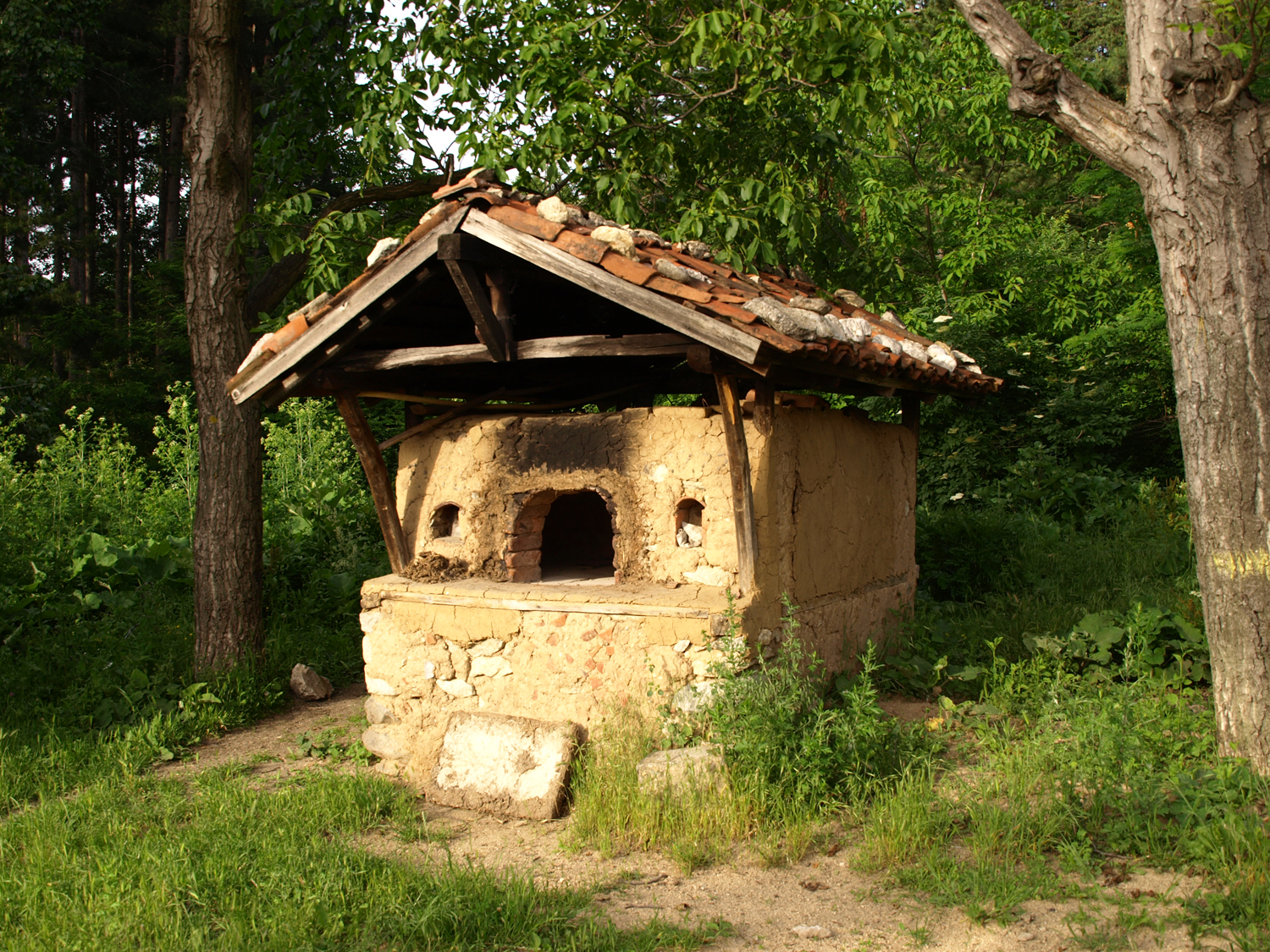
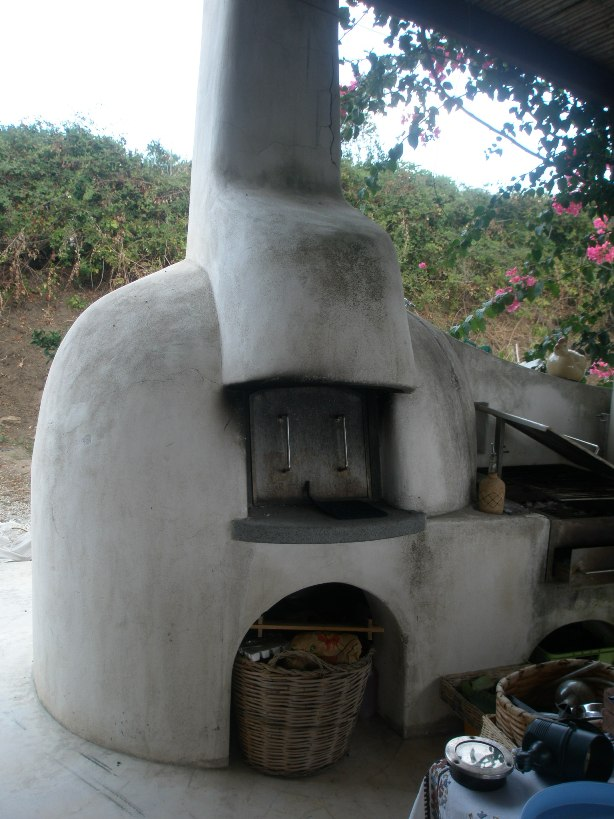